# Leonhard Niehaus
Anton Leonhard Niehaus (* 15. November 1896 in Cloppenburg; † 19. Juni 1978 ebenda) war ein deutscher NSDAP-Funktionär und Politiker. Von 1931 bis 1933 gehörte er dem Oldenburgischen Landtag an.

## Ausbildung und Politische Karriere
Niehaus legte 1915 die Malergehilfenprüfung ab und wurde anschließend eingezogen. Im 1. Weltkrieg wurde er schwer verwundet.
Zum 1. April 1929 trat er der NSDAP bei (Mitgliedsnummer 126.382). Niehaus arbeitete 1931–1933 als selbstständiger Maler, sein Grundstück stand jedoch 1933 vor der Zwangsversteigerung.
Niehaus war Mitbegründer der Cloppenburger Ortsgruppe der NSDAP. 1931 zog er als erster Abgeordneter aus dem Oldenburger Münsterland für die NSDAP in das Landesparlament ein und gehörte insgesamt drei Landtagen an. Während seiner Zugehörigkeit zum Oldenburgischen Landtag wurde er drei Mal in den Petitionsausschuss gewählt. Die Nominierung von Niehaus für die Liste zum Landtag war eine Reaktion der NSDAP auf das schwierige Wählerklientel im Oldenburger Münsterland, auch wenn er als Kandidat im Münsterland wenig angesehen war.
1932 wurde er NSDAP-Kreisleiter für Cloppenburg, 1933 stellte ihn die Stadt ohne jede verwaltungsrelevante Qualifikation als Stadtsekretär ein. Diese Funktion übte er bis 1934 aus, ehe er zum Bürgermeister von Lohne ernannt wurde. 1935 übernahm er zudem die Leitung der Lohner Ortsgruppe, außerdem war er Mitglied in verschiedenen Organisationen wie der NSV und der DAF. In Lohne blieb er bis 1940 Bürgermeister, als er wegen Beleidigung der Reichsregierung seines Amtes enthoben wurde.

## Nach der Absetzung als Bürgermeister
Nach seiner Absetzung als Bürgermeister von Lohne war Niehaus Angehöriger der Reichsmarine in Wilhelmshaven, bevor er dort strafentlassen wurde. Es folgten Anstellungen bei den Göring-Werken in Braunschweig und bei der Weserflug in Nordenham.
Nach Kriegsende wurde er entnazifiziert und war ab 1948 wieder als Verwaltungsangestellter in Cloppenburg tätig. Im Entnazifizierungsverfahren wurde Niehaus als Unterstützer in Kategorie IV eingestuft. Daran äußerte der niedersächsische Minister für Justiz und Entnazifizierung Kritik und wies darauf hin, dass die kommunale Karriere von Niehaus nicht ohne die Partei möglich gewesen wäre.

## Familie und Konfession
Niehaus war katholischer Konfession, trat jedoch 1940 aus der katholischen Kirche aus. Seine Ehefrau war eine aus Sachsen stammende Lutheranerin. Die eheliche Verbindung zwischen katholisch und evangelisch-lutherisch Gläubigen war in diese Zeit eher selten und könnte dazu beigetragen haben, dass Niehaus als Kreisleiter für den stark katholisch geprägten Landkreis Cloppenburg bestimmt wurde.